# Anopheles multicolor
Anopheles multicolor este o specie de țânțari din genul Anopheles, descrisă de Cambouliu în anul 1902. Conform Catalogue of Life specia Anopheles multicolor nu are subspecii cunoscute.